# Laura Blindkilde
Laura Blindkilde (Sheffield, 9 december 2003) is een voetbalspeelster uit Engeland. Ze speelt als middenvelder voor Manchester City in de FA Women's Super League.

## Clubcarrière
Blindkilde begon haar carrière in de jeugdopleiding van Birmingham City. Op 11 december 2019 maakte ze haar debuut voor de club in een 3-1 nederlaag tegen Manchester United. Haar Super League debuut volgde op 5 januari in een 2-0 nederlaag tegen Arsenal.
In juni 2020 vertrok Blindkilde naar stadsgenoot Aston Villa waar ze haar eerste profcontract tekende. Ze koos ervoor om voortaan met Blindkilde op haar shirt te gaan spelen, vernoemd naar haar Deense middelnaam.
Na afloop van het seizoen 2022-2022 werd Blindkilde uitgeroepen tot Aston Villa's Young Player of the Year.
Blindkilde tekende op 31 januari 2034 en drie en een halfjarige contract bij Manchester City WFC. De transfersom die Aston Villa ontving bedroeg £200,000.  Op 21 april 2024 maakte ze haar eerste doelpunt voor de Citizens in een Super League Wedstrijd tegen West Ham United F.C.

## Statistieken
| Seizoen | Club            | Land     | Competitie              | Wedstrijden | Doelpunten |
| ------- | --------------- | -------- | ----------------------- | ----------- | ---------- |
| 2019/20 | Birmingham City | Engeland | FA Women's Super League | 1           | 0          |
| 2020/21 | Birmingham City | Engeland | FA Women's Super League | 0           | 0          |
| 2021/22 | Aston Villa     | Engeland | FA Women's Super League | 11          | 0          |
| 2022/23 | Aston Villa     | Engeland | FA Women's Super League | 21          | 0          |
| 2023/24 | Aston Villa     | Engeland | FA Women's Super League | 9           | 0          |
| 2023/24 | Manchester City | Engeland | FA Women's Super League | 6           | 1          |
| 2024/25 | Manchester City | Engeland | FA Women's Super League | 3           | 0          |
| Totaal  | Totaal          | Totaal   | Totaal                  | 51          | 1          |

Laatste update: 8 december 2024

## Interlandcarrière
Blindkilde kwam in het verleden reeds uit voor Engeland -17, Engeland -19 en Engeland -23. Ze kon ook voor Denemarken uitkomen maar maakte al vroeg de keuze alleen voor Engeland te willen uitkomen.
Op 19 november 2025 werd Blindkilde voor het eerst opgeroepen voor de Engelse nationale team voor vriendschappelijke wedstrijden tegen de Verenigde Staten en Zwitserland. Blindkilde maakte haar debuut in de interland tegen Zwitserland op 3 december 2024 door in de basis te starten.